# WARRIORS (氷室京介の曲)
「WARRIORS」（ウォーリアーズ）は、2012年9月26日に発売された氷室京介の28枚目のシングル。発売元はワーナーミュージック・ジャパン。

## 概要
- 表題曲は同年4月より起用されている専門学校HALの2012年度コマーシャルソング[1][2]。

## 収録曲
1. WARRIORS
  - 作詞：森雪之丞 / 作曲：氷室京介
2. Play Within A Play (GOSPELS OF JUDAS)[3]
  - 作詞：森雪之丞 / 作曲：滝山幸英[4]

滝山幸英とのユニット「GOSPELS OF JUDAS（ゴスペルズ・オブ・ジュダ）」として歌ったものである[3][4]。

## 収録アルバム
WARRIORS
- KYOSUKE HIMURO 25th Anniversary BEST ALBUM GREATEST ANTHOLOGY
- L'EPILOGUE

## ライブ映像作品
WARRIORS
- COUNTDOWN LIVE CROSSOVER 12-13
- KYOSUKE HIMURO 25th Anniversary TOUR GREATEST ANTHOLOGY -NAKED-FINAL DESTINATION DAY-01
- KYOSUKE HIMURO 25th Anniversary TOUR GREATEST ANTHOLOGY -NAKED-FINAL DESTINATION DAY-02
- KYOSUKE HIMURO LAST GIGS
- KYOSUKE HIMURO THE COMPLETE FILM OF LAST GIGS